# Akselis Vairogs
Akselis Vairogs (Riga, 8 novembre 1985) è un allenatore di pallacanestro ed ex cestista lettone.

## Palmarès
- Campionato lettone: 3

Ventspils: 2008-09, 2013-14
Valmiera: 2015-16
- Lega Baltica: 1

Ventspils: 2012-13